# Gergely Jenő (építész)
Gergely Jenő, születési és 1900-ig használt nevén Guttmann Jenő (Rákospalota, 1880. február 5. – Montréal, Kanada, 1974. február 27.) magyar építészmérnök.

## Élete
Guttmann Ármin (1862–1937) és Kramer Róza fiaként született. 1901-ben végzett a József Nádor Műszaki Egyetem hallgatójaként. 1903-ig a Ganz Hídosztályán, majd Zielinski tervező irodájában alkotott 1908-ig. 1908-ban mérnöki irodát alapított Gut Árpáddal, aki üzlettársa és barátja is volt. Ugyanebben az évben házasságot kötött Hoffer Máriával. 1945–1948 között a tervezőirodát egyedül vezette. 1948-tól magasépítési vasbetonszerkezeteket tervezett.

### Munkássága
Nevükhöz fűződik az új építőanyag, és az ezzel összefüggő építésmód – a vasbeton elterjesztése. 12 évnyi közös munkájuk eredménye hidak, köz- és lakóépületek, gyárak, ipari létesítmények, víztárolók és víztornyok, gabonasilók, székházak és katonai bázisok, összesen 654 vasbeton és acélszerkezetes épület tervezése és megépítése Magyarországon és külföldön. Siófok jelképe, a vasbeton lábakon álló 45 méter magas víztorony, Gut Árpáddal közös munkájuk, amely 1912-ben készült el. Kivételes tehetségét az is jelzi, hogy 173 híd az ő tervei szerint épült.
A holokauszt túlélője.

## Díjai, elismerései
- Aranydiploma (1954)[7]